# Črni Potok pri Kočevju
Črni Potok pri Kočevju este o localitate din comuna Kočevje, Slovenia, cu o populație de 138 de locuitori.